# Belbèze-en-Lomagne
Belbèze-en-Lomagne, vormals Belbèse, ist eine französische Gemeinde mit 168 Einwohnern (Stand 1. Januar 2022) im  Département Tarn-et-Garonne in der Region Okzitanien. Sie gehört zum Arrondissement Castelsarrasin und zum Kanton Beaumont-de-Lomagne. Die Bewohner nennen sich Belbésiens.

## Lage
An der östlichen Gemeindegrenze verläuft das Flüsschen Tessonne.
Die Gemeinde grenzt im Nordwesten an Sérignac, im Nordosten an Larrazet, im Südosten an Saint-Sardos, im Süden an Comberouger (Berührungspunkt) und im Südwesten an Vigueron.

## Bevölkerungsentwicklung
| Jahr      | 1962 | 1968 | 1975 | 1982 | 1990 | 1999 | 2008 | 2015 |
| --------- | ---- | ---- | ---- | ---- | ---- | ---- | ---- | ---- |
| Einwohner | 75   | 76   | 64   | 65   | 58   | 61   | 109  | 131  |